# Home Insurance Building
Home Insurance Building – jedenastopiętrowy budynek w Chicago zaprojektowany przez Williama LeBarona Jenney'ego, powstały w latach 1884–1885. Jeden z budynków stworzonych przez tzw. szkołę chicagowską. W momencie powstania był 14. najwyższym budynkiem w Stanach Zjednoczonych. Mieścił się na rogu ulic LaSalle i Adams. Home Insurance Building został zburzony w 1931 roku.
Powstanie budynku zainicjowała firma Home Insurance Company, planująca otworzyć swoją siedzibę w Chicago. Projekt Jenny’ego został wyłoniony w zorganizowanym przez firmę konkursie. Wzniesienie Home Insurance Building kosztowało 800 000 dolarów.
Żelazno-stalowa konstrukcja nośna budynku umożliwiła zastosowanie ścian cieńszych niż dotychczas, przy zachowaniu stabilności budynku. Gzymsy Home Insurance Building tworzyły siatkę, dzielącą go na kilka części po 2-3 piętra. Nad monumentalnym, ozdobionym granitowymi kolumnami wejściem znajdował się balkon. Wewnątrz budynku mieściło się ok. 230 biur oraz powierzchnia przeznaczona na wynajem. Klatki schodowe, hol i korytarze ozdobione były marmurem.